# ذا بلو ميني
ذا بلو ميني (بالإنجليزية: Brian Heffron)‏ هو مصارع محترف أمريكي، ولد في 18 مايو 1973 في أتلانتيك سيتي في الولايات المتحدة.

## وصلات خارجية
- الموقع الرسمي
- ذا بلو ميني على موقع دبليو دبليو إي (الإنجليزية)
- ذا بلو ميني على موقع WrestlingData.com (الإنجليزية)
- ذا بلو ميني على موقع CageMatch worker (الإنجليزية)
- ذا بلو ميني على موقع قاعدة بيانات المصارعة على الإنترنت (الإنجليزية)
- ذا بلو ميني على موقع عالم المصارعة على الإنترنت (الإنجليزية)
- ذا بلو ميني على موقع عالم المصارعة على الإنترنت (الإنجليزية)
- ذا بلو ميني على موقع IMDb (الإنجليزية)
- ذا بلو ميني على موقع قاعدة بيانات الفيلم (الإنجليزية)